# Dismorphia thermesia
Dismorphia thermesia är en fjärilsart som först beskrevs av Jean Baptiste Godart 1819.  Dismorphia thermesia ingår i släktet Dismorphia och familjen vitfjärilar. Inga underarter finns listade i Catalogue of Life.